# Pachystachys
Pachystachys là chi thực vật có hoa trong họ Acanthaceae.

## Hình ảnh

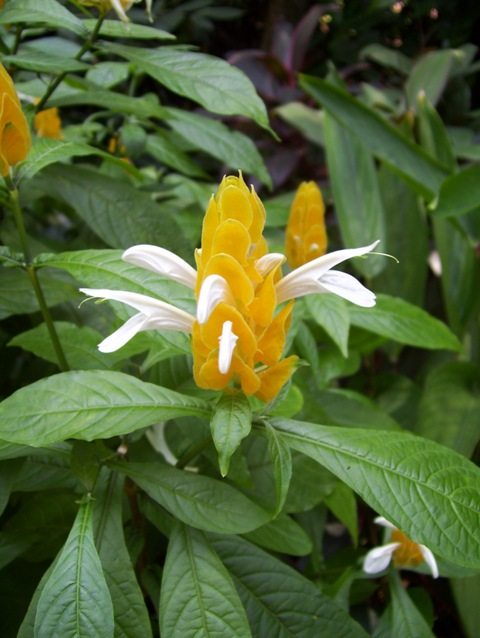
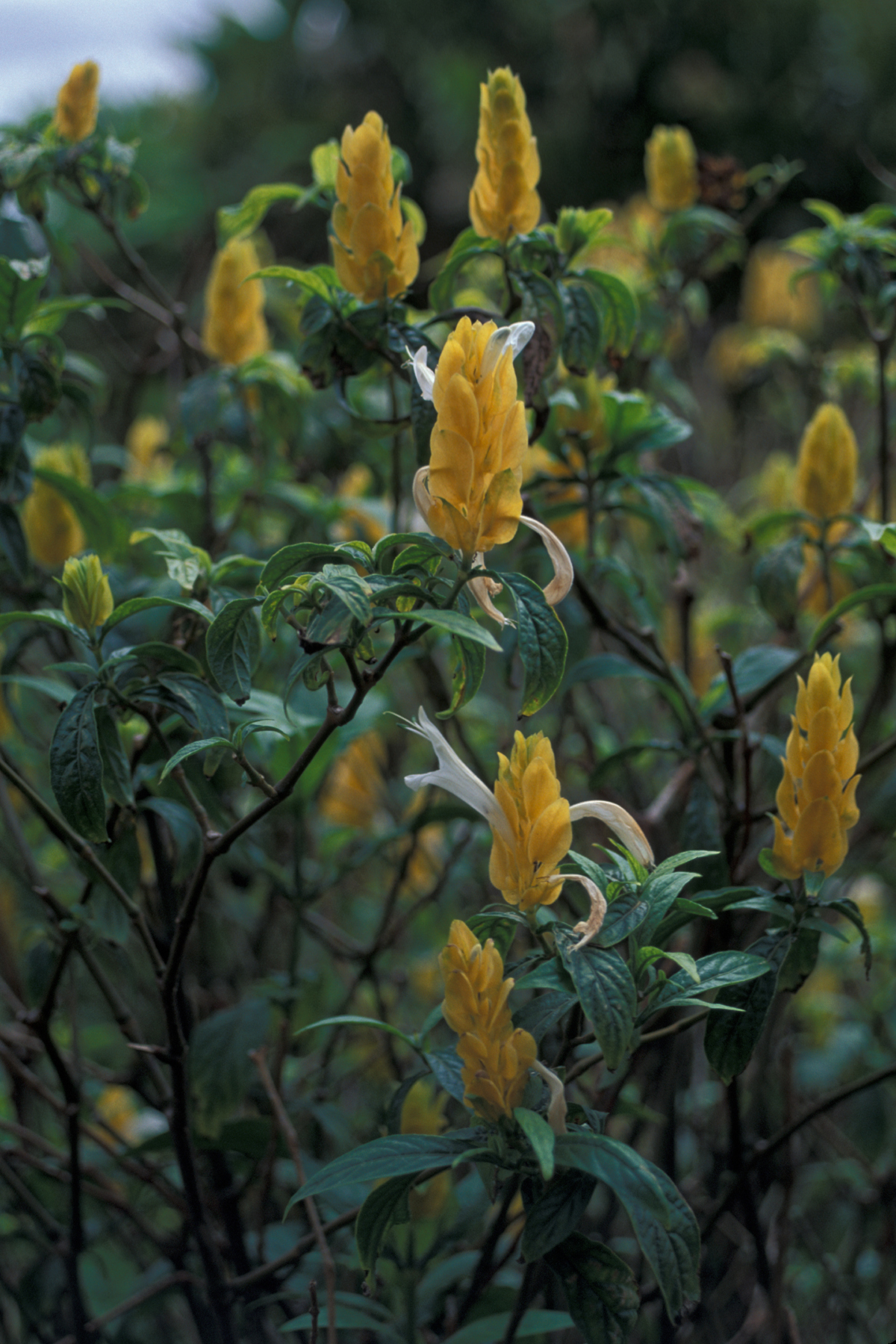